# Ulrika kyrka
För kyrkan i Ludvika, se Ludvika Ulrika kyrka.
Ulrika kyrka är en kyrkobyggnad i Ulrika i Linköpings stift. Den är församlingskyrka i Ulrika församling och ligger tre mil söder om Vikingstad och 22 kilometer nordväst om Kisa.

## Kyrkobyggnaden

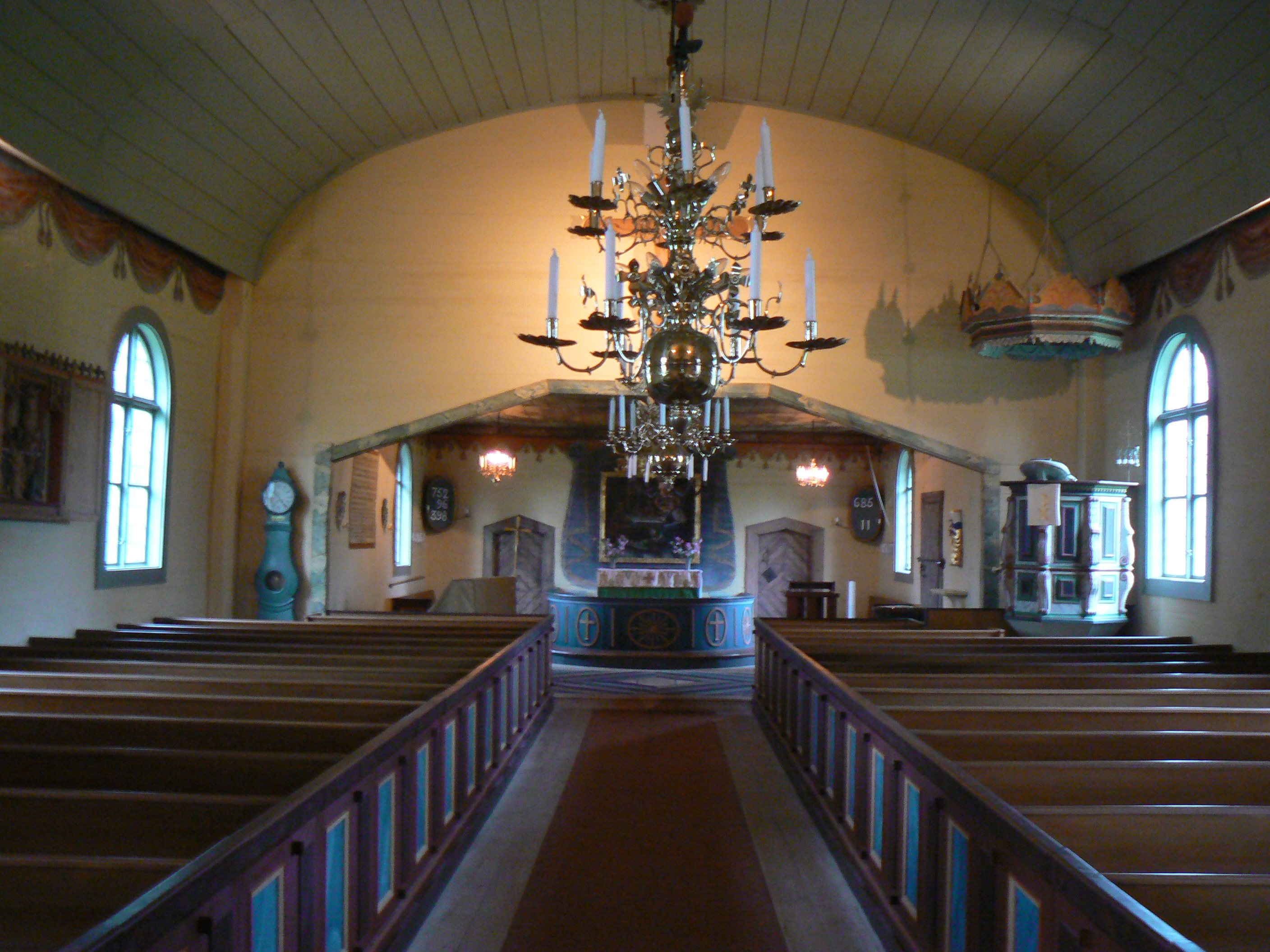
Interiör.

Ulrika socken bildades 1736 och fick sitt namn efter dåvarande drottningen Ulrika Eleonora, Fredrik I:s hustru. Hon skänkte också nattvardskärl och egenhändigt broderad kalkduk till kyrkan.
Den spånklädda timmerkyrkan består av rektangulärt långhus med lägre och smalare, rakt avslutat kor i öster och vapenhus i väster. Sakristian ligger bakom koret. Kyrkan har rundbågiga fönster, och täcks av ett spånklätt sadeltak.
Ingången sker genom vapenhuset i väster. Långhuset har tunnvalv, bakom triumfbågen ett lägre rakt avslutat kor täckt av ett plant trätak med målningar. Ovanför altaret en tavla visande "Kristus till bords hos fariséen Simon". I koret finns också en dopfunt från senare tid. Predikstolen hänger på epistelsidan i långhuset och i väster finns en orgelläktare, på läktarbarriären bilder på Kristus och de tolv apostlarna.
Strax intill kyrkan står en rödmålad klockstapel, uppförd 1752 av Gabriel Bragner.

## Historik
Redan i slutet av 1400-talet hade skogsbönderna i utkanten av Nykils, Gammalkils, Kisa och Malexanders socknar försökt att få uppföra en kyrka. De hade minst 2 mil till sina respektive kyrkor och med dåtidens dåliga vägar var det en mycket besvärligt och tidsödande färd. Man skulle ju inte bara dit vid gudstjänster. Dop skulle ske inom åtta dagar efter födelsen och vid begravningar var det dyrt och omständligt att föra kistan till kyrkan. Det långa avståndet gjorde att många, i stället för att ge sig iväg till kyrkan, hellre roade sig med annat på söndagarna. För att komma igång med kyrkbygget började man faktiskt köra fram timmer. På grund av pest och krig sköts dock byggnadsplanerna upp i avvaktan på ett gynnsammare tillfälle.
Efter en tragisk händelse, där hästen, medan dannemannen Samuel Larsson och hans hustru i Viprödsle var på väg hem med sitt förstfödda barn efter ett dop i Västra Eneby prostgård, snavade och föll, så att hustrun skadade sig allvarligt och sonen dog, beslutade man att gå till kungs med sina problem. Samuel Larsson begav sig alltså på böndernas uppdrag till konungen och drottningen i Stockholm för att vädja om att få bygga en kyrka och bilda en egen församling. Drottning Ulrika Eleonora hörde djupt rörd på den enkle mannens berättelse och lovade honom stöd och hjälp.
Så småningom blev man överens om att vidtala kanslirådet Eric von Roland på Valvik. Han satte upp en skriftlig ansökan till stiftets biskop Eric Benzelius och till domkapitlet i Linköping. Något skriftligt svar torde de inte ha fått, biskopen tyckte nog att en ansökan från några få och medellösa bönder inte var mycket att bry sig om. Vid biskopsvisitationen i Nykil den 11 februari 1733, dit de voro kallade, vidhöll han sin uppfattning att det skulle vara alldeles för dyrt. Inte heller vid biskopsvisitationen i Västra Eneby den 17 augusti fick man något gehör för sina synpunkter och de flesta gav så småningom upp hoppet om en egen kyrka. Slutligen återstod endast fjorton bönder, som inte fällde modet utan vågade ett nytt försök.
Under en jakt hade skogvaktaren Måns Jönsson i Ycke träffat kornetten Börje von Gardemein på Stora Broby i Gammalkils socken. Bönderna bad honom nu enträget att bli deras ombud. Börje von Gardemein framförde sina uppdragsgivares önskemål direkt till rikets ständer och bifogade en böneskrift undertecknad av de fjorton bönderna. Vid vintertinget med Kinda härad i Kisa den 12 februari 1735 gav bönderna Börje von Gardemein fullmakt att föra deras talan. Kungl. Maj:ts resolution den 9 januari 1736 gav visserligen de sökande tillstånd att bygga kyrkan men påpekar samtidigt att de icke får undandra sig på dem åliggande skyldigheter.
Börje von Gardemein hade emellertid redan hösten innan erhållit kännedom och försäkran om att anhållan skulle beviljas. Bönderna började därför redan under den kommande vintern fälla och köra fram timmer till kyrkan. Till byggmästare utsågs Sven Samuelsson i Valvik. De hade tillräckligt med skog och var goda timmermän och smeder. De hade även tre sågkvarnar inom sitt område. Under vintern 1736-1737 anskaffade man bräder till syll, golv och bänkar. Inventarier skänktes från olika håll: Ett altarskåp från Mjölby kyrka, en gammal avlagd predikstol från Norra Vi kyrka, några fönster från Kisa kyrka, mässhake och altarkläde från Tyska Sankta Gertruds församling i Stockholm, och så vidare.
Den 1 juni 1737 invigdes kyrkan av biskop Eric Benzelius d.y. Det kom så mycket folk att inte ens hälften rymdes i kyrkan. Biskopen var klädd i en mässkrud skänkt av handlanden Johan Höppener i Linköping. Börje von Gardemein hade meddelat biskopen att drottningen samtyckt till att kyrkan skulle få bära hennes namn, så biskopen kungjorde i invigningstalet att kyrkan och församlingen skulle kallas Ulrika Eleonora.
Carl Fredric Broocman berättar i mitten av 1700-talet: "Thenne ortens belägenhet är så aflägse från andra Sokne-Kyrkor, och så beswärlig wäg öfwer Berg och tjocka Skogar til them, at the Hemmans-brukare, som här omkring bo, beslöto sins emellan, at bygga en Kyrka åt sig, och til then ändan anhöllo hos Högst Salig Konung FRIEDRICH om tilstånd thertil. Hans Majestet lät hos sig i nåder gälla theras andragna skäl, och meddelte then 9 Jan. 1736 sitt nådiga samtycke til Kyrkobyggnaden; hwilken ock samma år blef påbegynt, samt året therpå fullbordad, så at Stiftets tå warande Biskop, Doctor Eric Benzelius ordenteliga inwigde Kyrkan then 1 Junii eller fjerdedag Pingst år 1737, och kallade henne efter Glorwördigst i åminnelse Drottning ULRICA ELEONORA.
Kyrkan är upbyggd af trä till 18 alnars längd och 14 alnars bredd, förutan Choret, som håller så wäl i längden som bredden 11 alnar. Sacristian är 9 alnar lång och bred, och Wapnhuset wid Wästra Gafweln eller stora Kyrkdörren år 1742 upbyggdt til samma bredd. Innan Kyrkan inwigdes blef wäl en gammal Altartafla med uthuggna Bilder och Christi korßfästelse, efter gamla Påwiska sättet gjord, til henne förärad ifrån Mjölby Kyrka: men år 1743 [egentligen 1739] begåfwade Hoff-Fröken Baronessan Emerentia von Düben Kyrkan med en ny och ganska wäl målad Altartafla, som föreställer Christum, sittande til bords med Phariseen, och Synderskan tvående JEsu fötter: öfwer Taflan Lambet med Segerfanan, samt omkring henne en förgyld ram med figurer. Til Kyrkan förärades äfwenledes, innan hon blef inwigd, en gammal Prädikstol ifrån Norra Wi Sokn, men som år 1745 en ny Prädikstol blef förärad och upsatt uti Wästra Eneby Kyrka uti Kinden, så lät Fru Elisabeth Hadorph på Hofby renovera samma Kyrkos gamla Prädikstol, then hon förr skänkt thit, och förärade thensamma hit år 1745, som är wäl målad och beprydd med Bildthuggare-Arbete. Kyrkan står på Skatte-Krono-Hemmanet Amnebos ägor uti Walkebo Härad och then delen af Soknen, som är tagen från Nykil och lagd til thenna. Ifrån Kyrkon til Linköping genom Nykils Sokn kan räknas 3 och 3 fjerdedels mil. År 1743 upsattes här en prydelig Trästapel, emedan icke rådeligit warit bygga något Torn på Kyrkon;
|  | och har then större Klockan en sådan påskrift:         | På then mindre Klockon står antecknat:                              |
|  | At sammankalla sjælar till at prisa Herran,            | Under K. FRIEDRICH I. regering,                                     |
|  | och med hwarannan uphöja hans namn, Psal. 34. v.4.     | tå warande Landshöfdinge H. Gustav Adolph Lagerfeldt,               |
|  | ær jag af U L R I C A Swea Rikes Princessa,            | och Biskopen H. Doct. Andreas Ol. Rhyzelius,                        |
|  | Hans Kongl. Höghets ADOLPH FREDRIKS högt ælskada Gemål | blef thenna klockan gjuten i Norrköping af Magnus Hultman. År 1749. |
|  | en gåfwa til thenna Ulrica Kyrka, år 1744.             | Min klang læt Herre Gud stæds ljuda til tin æro,                    |
|  |                                                        | At sammankalla Folk til bön och ordets læro.                        |
|  | Me fecit Gerhard Meijer, Holmiæ.                       | Fecit Birger Lund.                                                  |

Redan från början var kyrkan för liten och 1755 uppfördes en läktare. Därefter dekorerades interiören av mäster J G Stoltz i Vadstena. Läktarbarriären pryddes med bilder av Kristus och de tolv apostlarna, på främre hälften av långhusets tak skildrades de saligas och på bakre hälften de osaligas tillstånd efter döden. I kortaket åskådliggjordes treenigheten. År 1797 förlängdes kyrkan åt väster, läktaren flyttades och långhusets platta trätak byggdes om till tunnvalv, varvid brädorna blandades så att takmålningarna spolierades. Senare utvidgades fönstren.
Under de första åren efter kyrkans invigning bestod församlingen allenast av 5 1/8 hemman. Varje ytterligare medlemskap måste prövas av Kungl. Maj:t. Det fanns de som var emot den nya församlingsbildningen. "När nu bönderna utbetalt allt vad de äga, så måste de gå var och en till sin moderkyrka igen, och då bliver denna kyrka lämnad som en överbliven änka", uttalade en motståndare i en närgränsande församling. Emellertid gick den förhoppningen om intet. Som svar på inkomna anhållanden medgav Kungl. Maj:t att allt fler kringboende fick ansluta sig till Ulrika församling. I och med att Häggebo 1886 tillfördes socknen fick denna sina ännu gällande avgränsning.
År 1900 renoverades kyrkan, varvid väggarnas insida kläddes med papp, som vitmålades. En restaurering gjordes 1950, varvid man även fick fram fragment av takmålningen i långhuset. Dessutom moderniserades bänkarna och kyrkan fick ett nytt värmesystem. Under 2001-2003 restaurerades piporgeln så att den återfick det skick den hade som ny 1734.

## Inventarier
- Altarskåp från en lübeckerverkstad under 1400-talets senare del med skulpturer av Kristus på korset omgiven av Johannes, Maria och ytterligare en person, kanske Jakob d.y.
- Tavla visande "Kristus på korset beledsagad av Maria Magdalena och Simon Petrus och fyra änglar som samlar upp blodet som droppar från Frälsarens sår", målad 1648 av Johan Johansson Werner, d.ä. hovkonstnär hos Per Brahe d.y.
- Altartavla visande "Kristus till bords hos Simon, fariséen", målad av en svensk konstnär i början av 1700-talet, skänkt 1743 av friherrinnan Emerentia von Düben.
- Predikstol i barockstil, ursprungligen gjord år 1590 av Göran snickare och målad av Gullich målare för Västra Eneby kyrka, skänkt hit 1745 av ryttmästare Gustav Drakes (1676-1711) änka Elisabeth Hadorph (1664-1760) i samband med att kyrkan i Västra Eneby fått en ny predikstol.
- Triumfkrucifix av den danske bildhuggaren Thorvald Petersen, Odense, skänkt 1965.
- Dopfunt med mässingsskål skänkt av kyrkoherde Carl Kernell 1950.
- Nattvardskalk och patén i silver med rik ornering i sen barockstil, tillverkad av silversmed Gustaf Stafhäll (1714-1755) i Stockholm, gåva av drottning Ulrika Eleonora.
- Vinkanna i silver påronform med lamm och kors på locket, symboliserande försoningen, skänkt av drottning Ulrika Eleonora.
- Oblatask prydd med lamm och segerfana, skänkt av drottning Ulrika Eleonora.
- Kalkkläde av vit atlas med applicerat kinesiskt broderi och guldspets, skänkt och enligt uppgift broderat av Ulrika Eleonora.
- Vinkanna i tenn från 1784.
- Brudkrona från 1768, tillverkad av mäster Nils Dahl (1710-1793), Linköping.
- Mässhake av vit blommig sidenrips med guldbroderi, tillverkad omkring 1700 och skänkt av Tyska Sankta Gertruds församling i Stockholm.
- Porträtt av ryttmästare Birger von Gardemein, "kyrkans befordrare och wälgörare" (hänger i sakristian).
- Golvur signerat Peter Stålt, skänkt av "fältwäbeln" Isac Wallman 1808, renoverat under 1980-talet.
- Storklockan, gjuten 1744 hos Gerhard Meyer, Stockholm, en gåva av drottning Lovisa Ulrika, omgjuten 1926 hos K. G. Bergholtz, Stockholm.
- Lillklockan, gjuten 1742 av Magnus Hultman, Norrköping, omgjuten 1926 hos K. G. Bergholtz, Stockholm.

## Orglar

### Cahmanorgeln
Kronologi:
- 1733-1734 upprättar Kisa församling i Östergötland kontrakt med Johan Niclas Cahman, Stockholm, om ett 6-stämmigt orgelverk.
- 1734: Orgelbyggare Olof Hedlund, Stockholm, sätter upp det beställda cahmanverket i Kisa kyrka. Domkyrkoorganist Valentin Kraus, Linköping, utfärdar intyg om uppsättningen.

Ursprunglig disposition (okänd, men säkerligen enligt nedan):
- 1755: Orgelverket säljs till Sunds kyrka, Östergötland där det 1757 sätts upp och repareras av Jonas Wistenius.
- 1769: Organisten Åström i Lekeryd bygger till en trumpetstämma på särskild pipstock, vilken fästes på väderlådan ovanför spontluckorna. Han sätter också in två nya bälgar.
- 1794: Orgeln sätts upp på Ribbingshofs säteri i Norra Vi socken av Pehr Schiörlin, Linköping.
- 1798 kommer instrumentet slutligen till Ulrika kyrka och sätts upp där av en ingenjör Wadman.
- 1855: Orgeln om- och tillbyggs av orgelbyggare och -reparatör Anders Peter Kullbom, Linköping, (1817-1900), som sätter in stämmorna Fleut d'amour 8' och Piffaro 4', slår samman Qvinta 1 1/3' och Octava 1' till en tvåkorig Scharf och bygger till ett pedalverk med tre stämmor: Borduna 16', Gamba 8' och Trumpet 8' med omfång C - f°. Han förser också orgeln med ny klaviatur och delvis ny mekanik, varefter orgeln gör god tjänst ända till 1926.
- 1926: Åkerman & Lund, Sundbyberg, plockar ned Cahman-schiörlinorgeln och magasinerar den på kyrkstallets vind.

### Åkerman & Lund-orgeln
1926: Bakom den gamla cahmanfasaden bygger Åkerman & Lund en ny rörpneumatisk, tvåmanualig orgel med 12 orgelstämmor.
Disposition
| Manual I            | Manual II         | Pedal                               | Koppel           |
| Borduna 16'         | Basetthorn 8'     | Subbas 16' (transm. fr Borduna 16') | I/P              |
| Principal 8'        | Salicional 8'     | Gedackt 8' (transm. fr. Borduna 8') | II/P             |
| Gamba 8'            | Voix céleste 8'   |                                     | II/I             |
| Borduna 8'          | Rörflöjt 8'       |                                     | 4' I/I           |
| Flûte harmonique 8' | Ekoflöjt 8'       |                                     | 16' II/II        |
| Oktava 4'           |                   |                                     |                  |
| Trumpet 8'          | Crescendosvällare | Fasta komb. P, Mf, F, T             | Registersvällare |

- 1970: Åkerman & Lunds orgel säljs till Rimforsa missionskyrka.

### Cahman-Schiörlinorgeln
Kronologi:
- 1970: Cahman-Schiörlinorgeln återuppsätts och restaureras av Bröderna Moberg, Sandviken, med återanvändning av det gamla pipverket. Delar av mekaniken och två kilbälgar nytillverkas. 1855 års Fleut d'amour 8' och Piffaro 4' avlägsnas. Qvinta 1 1/3' och Octava 1' återställes som separata register. De sex högsta piporna i Qvintan måste nytillverkas, likaså en pipa i Octava 2'; i övrigt är det ursprungliga pipverket bevarat. Av 1855 års pedalverk behålls subbasen placerad på en ny slejflåda och kompletteras upp till d¹. Orgeln förses med två nya kilbälgar i ett separat bälghus bakom verket.
- 2001-2003 restaureras orgelverket till Schiörlins status av Mats Arvidsson, Stallarholmen, varvid 1855 års tillsatser tas bort. Manualen får nya belag med svarta undertangenter och vita övertangenter, pedalen bihängs åter och en mindre kilbälg placeras i orgelhuset. Det går att trampa bälgen, men det finns också elektrisk fläkt. Orgeln är stämd i korton. Undersökningar visar att det redan före 1855 funnits en bihangspedal samt att Kullbom återanvänt en äldre pedalklaviatur och koppelvällbräda. I projektet har medverkat fil. dr. R. Axel Unnerbäck och orgelkonsult Niclas Fredriksson från Riksantikvarieämbetet samt Anita Löfgren-Ek från Östergötlands länsmuseum. Målningen av fasaden är utförd av kyrkomålare Lars-Håkan Gustafsson. Vid en orgelfestmässa i mitten av februari 2003 invigs orgeln med organist Ingemar Ericsson vid spelbordet.

Nuvarande disposition
| Manual C-c³                | Pedal C-f° |
| Gedagt 8'                  | bihängd    |
| Principal 4' (fasad)       |            |
| Fleut 4'                   |            |
| Octava 2'                  |            |
| Qvinta 1 1/2' (eg. 1 1/3') |            |
| Octava 1'                  |            |
| Sperventil                 |            |
| Campanula (Calcant)        |            |

## Bildgalleri

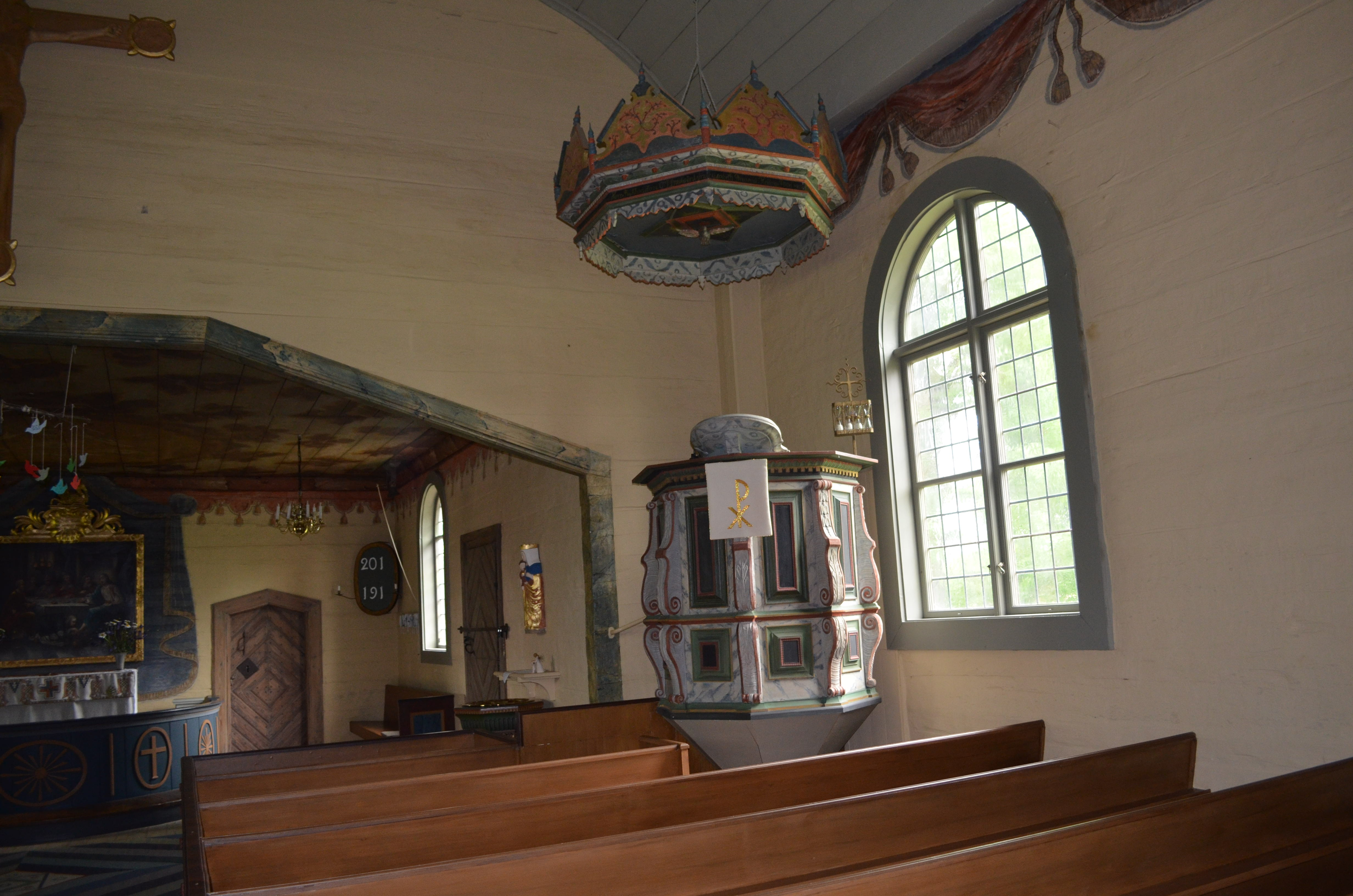
Ulrika kyrkas predikstol
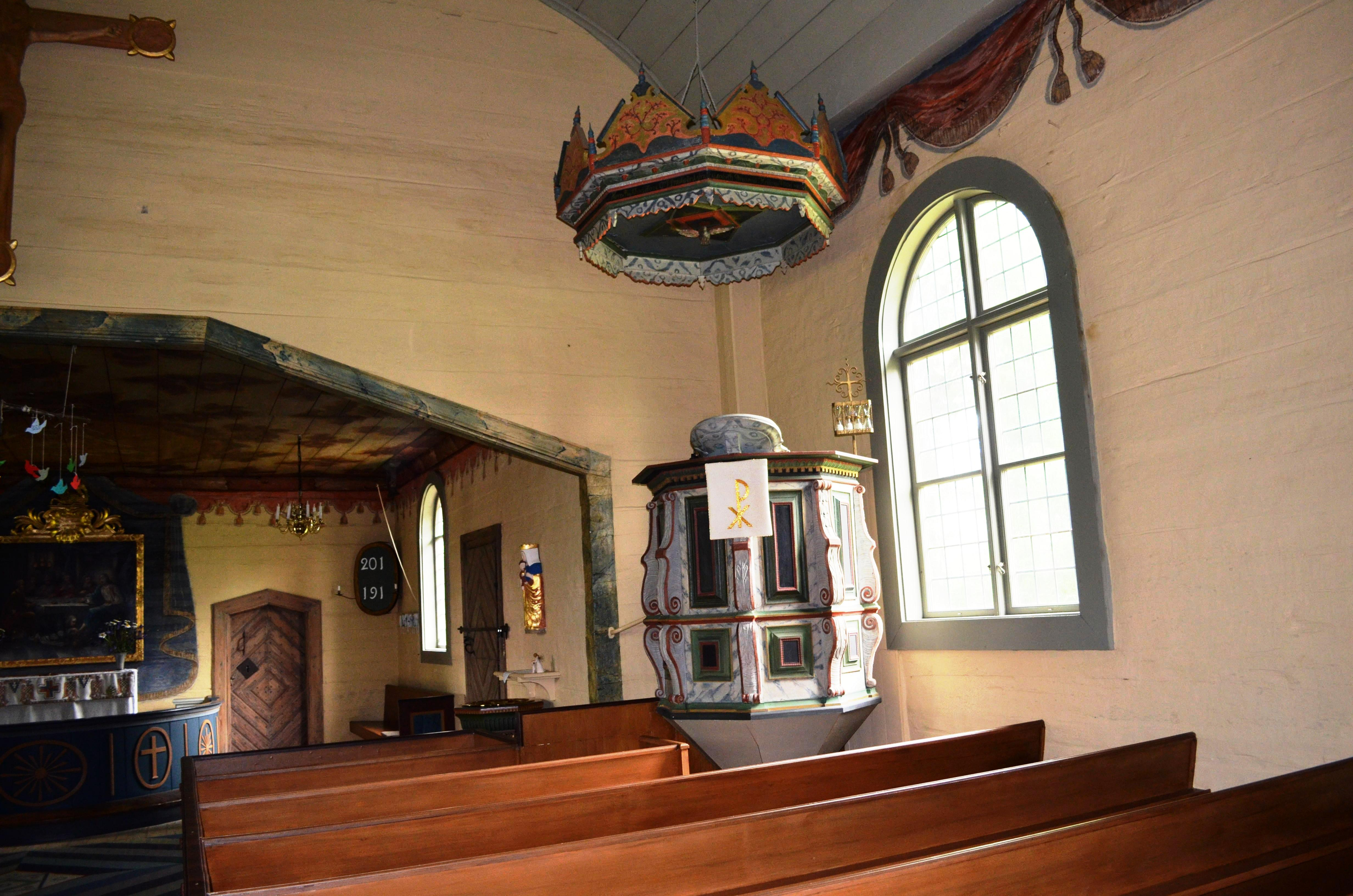
Ulrika kyrkas predikstol
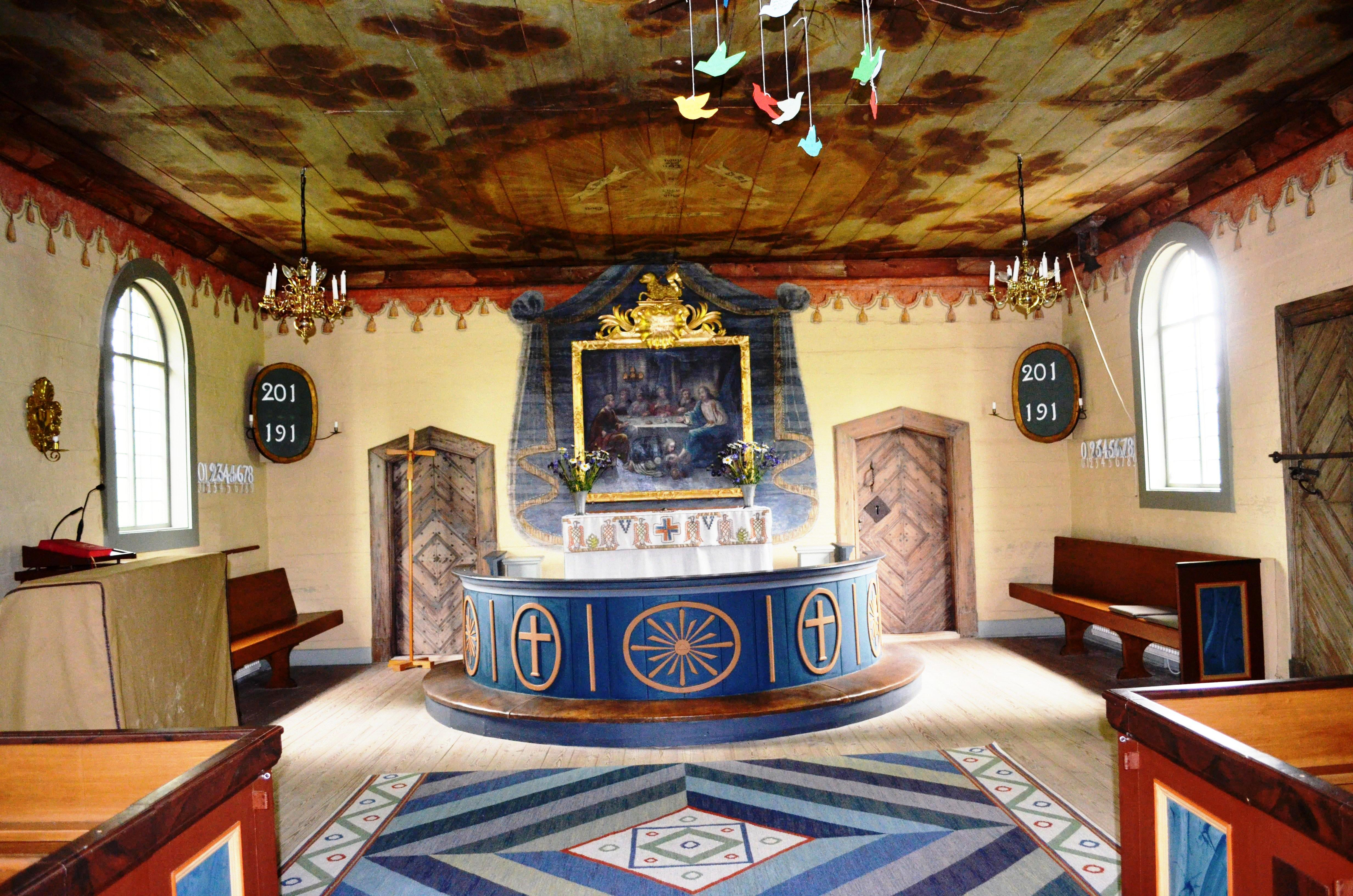
Ulrika kyrkas altare
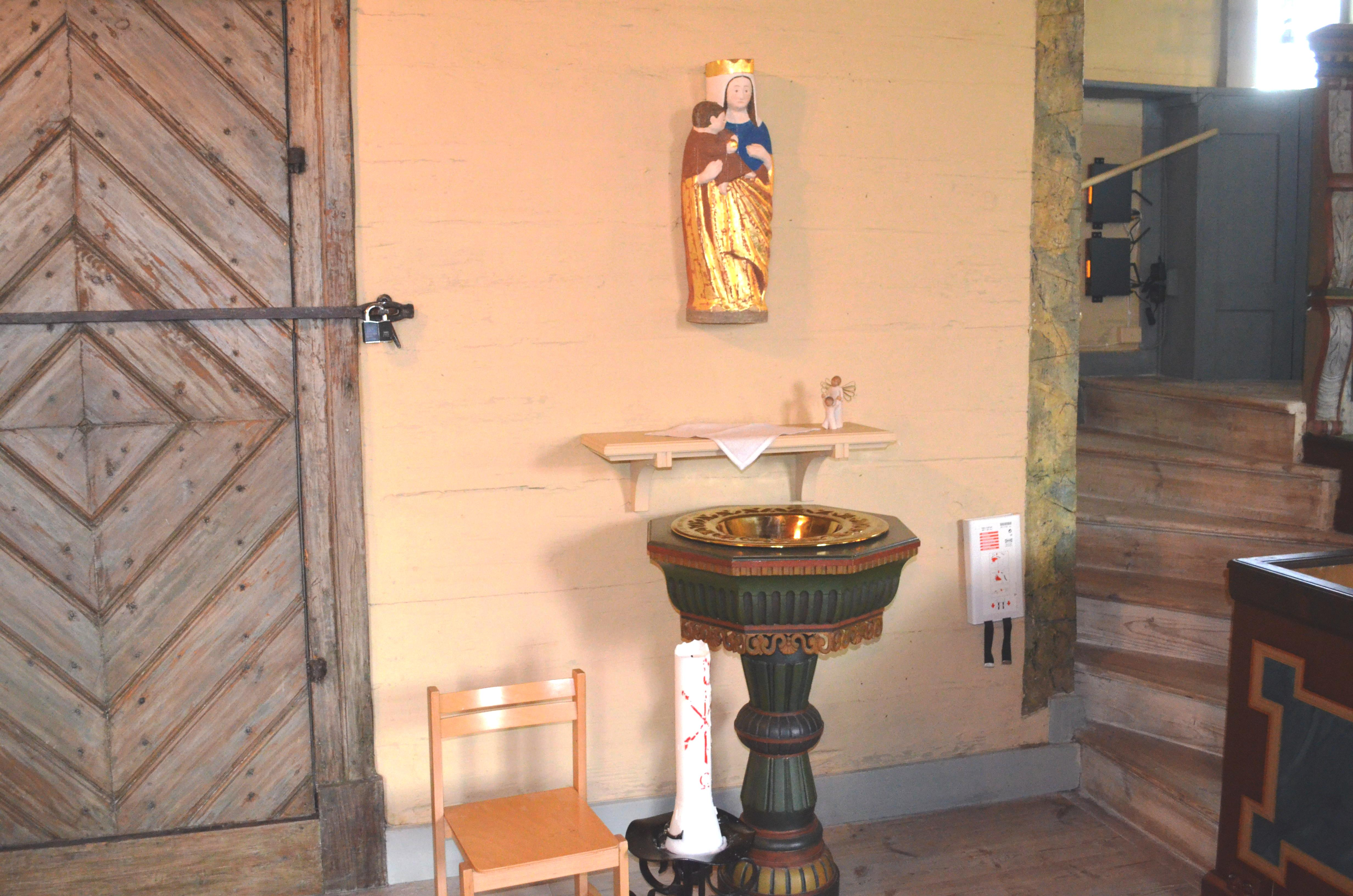
Ulrika kyrkas dopfunt
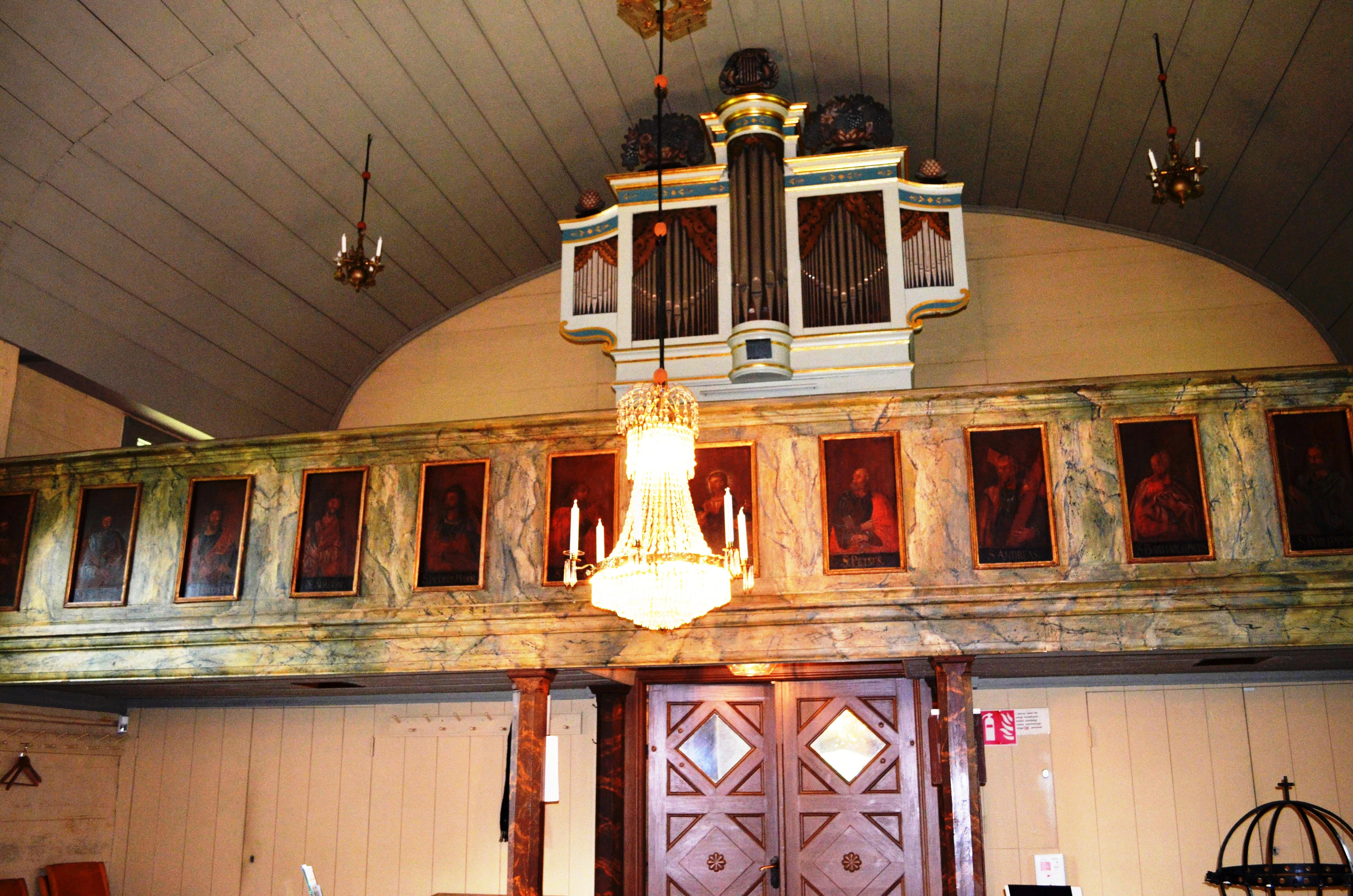
Ulrika kyrkas orgelläktare
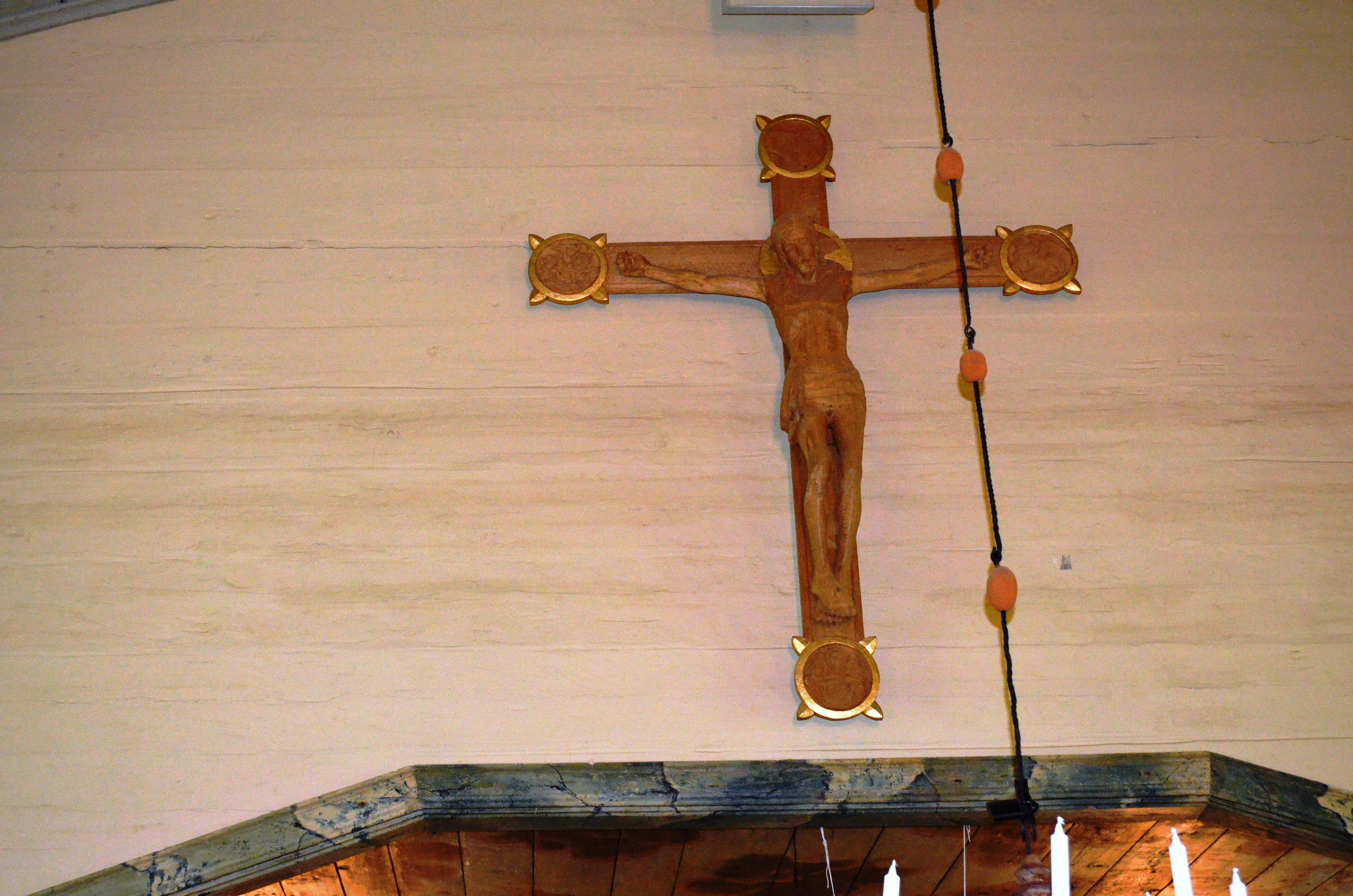
Ulrika kyrkas krucifix
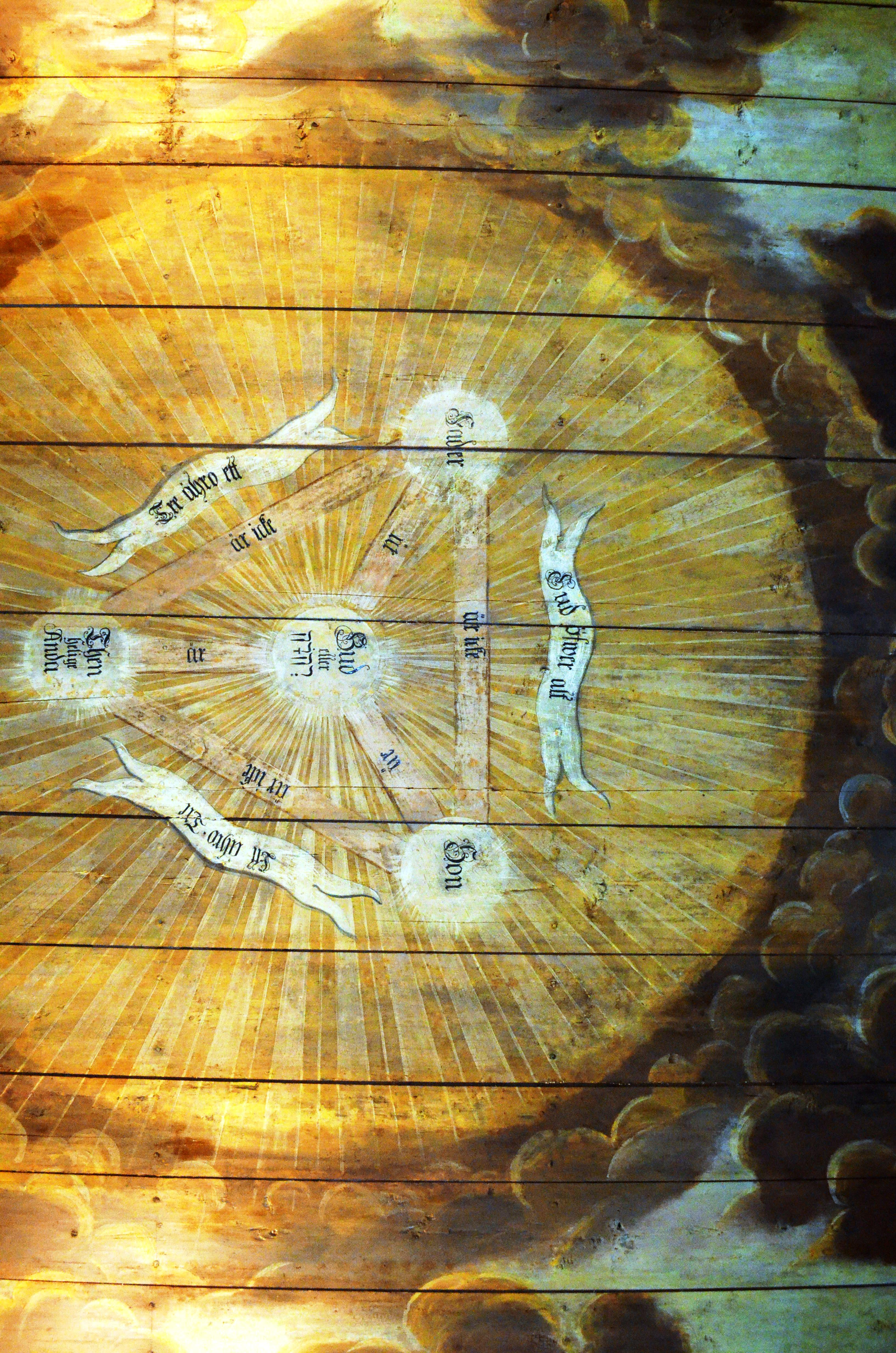
Ulrika kyrkas takmålning

## Andra byggnader
Kyrkstallar från 1800-talets mitt finns att beskåda i kyrkomiljön.